# Сабатини, Дэвид М.
Дэвид М. Сабатини (David M. Sabatini; род. 27 января 1968, Нью-Йорк) — американский биохимик и цитолог, исследует механизмы, регулирующие рост клеток.
Доктор медицины и доктор философии (1997), профессор биологии Массачусетского технологического института, член Whitehead Institute, в коем находится его лаборатория, исследователь Медицинского института Говарда Хьюза (с 2008), член НАН США (2016). Ещё в начале своей карьеры определил белок mTOR, в изучении которого его лаборатория является пионерской.
Сын David D. Sabatini.
Окончил Брауновский университет (бакалавр биохимии, 1990). В 1997 году завершил докторскую программу MD/PhD в школе медицины Университета Джонса Хопкинса. С того же 1997 года Whitehead Fellow в Whitehead Institute, с 2002 года стал там ассоциированным членом, а также ассистент-профессором кафедры биологии Массачусетского технологического института, с 2008 года профессор MIT и исследователь Медицинского института Говарда Хьюза.
В настоящее время профессор биологии Массачусетского технологического института, член Whitehead Institute, где находится его лаборатория, исследователь Медицинского института Говарда Хьюза, старший член Broad Institute, член Koch Institute for Integrative Cancer Research, исследовательский профессор Американского онкологического общества.

## Награды и отличия
- Назван в числе World’s Top Young Innovators, Technology Review[англ.] (2002)
- Pew Scholar in the Biomedical Sciences (2003)
- Paul Marks Prize for Cancer Research[англ.] (2009)[8]
- Earl and Thressa Stadtman Scholar Award, American Society of Biochemistry and Molecular Biology[англ.] (2012, первый удостоенный)
- NAS Award in Molecular Biology[англ.] (2014)
- Clarivate Citation Laureate (2016)
- Lurie Prize in Biomedical Sciences[англ.] (2017)[9]
- Премия Диксона по медицине (2017)
- Switzer Prize, David Geffen School of Medicine at UCLA[англ.] (2018)
- Премия Луизы Гросс Хорвиц Колумбийского университета (2019)[10]
- BBVA Foundation Frontiers of Knowledge Award (2019)
- Sjöberg Prize[англ.], Шведская королевская академия наук (2020)[11]
- Nemmers-Preis für Medizin[нем.] (2020)